# La Magdeleine (Charente)
La Magdeleine is een gemeente in het Franse departement Charente (regio Nouvelle-Aquitaine) en telt 119 inwoners (1999). De plaats maakt deel uit van het arrondissement Confolens.

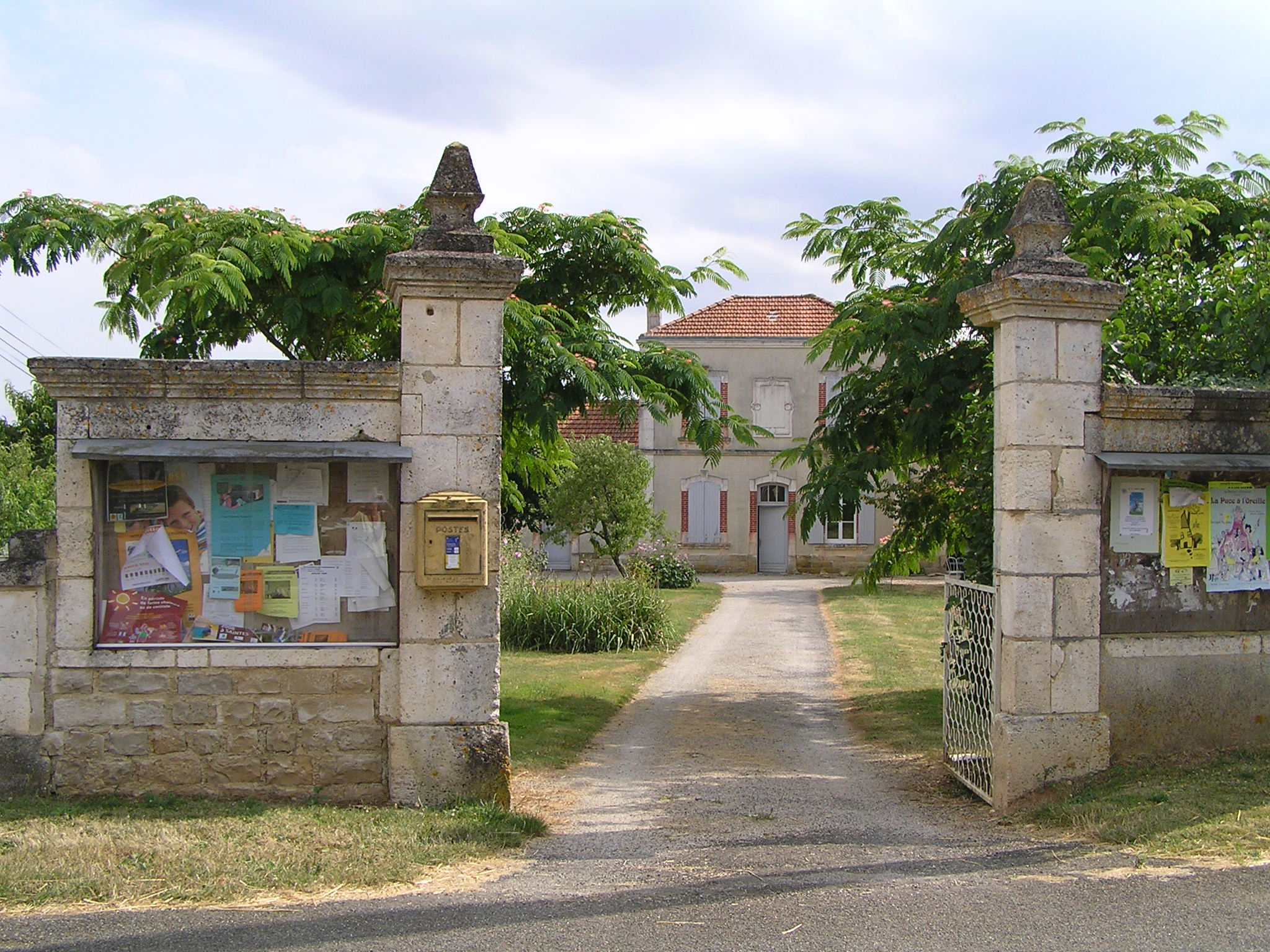
Gemeentehuis
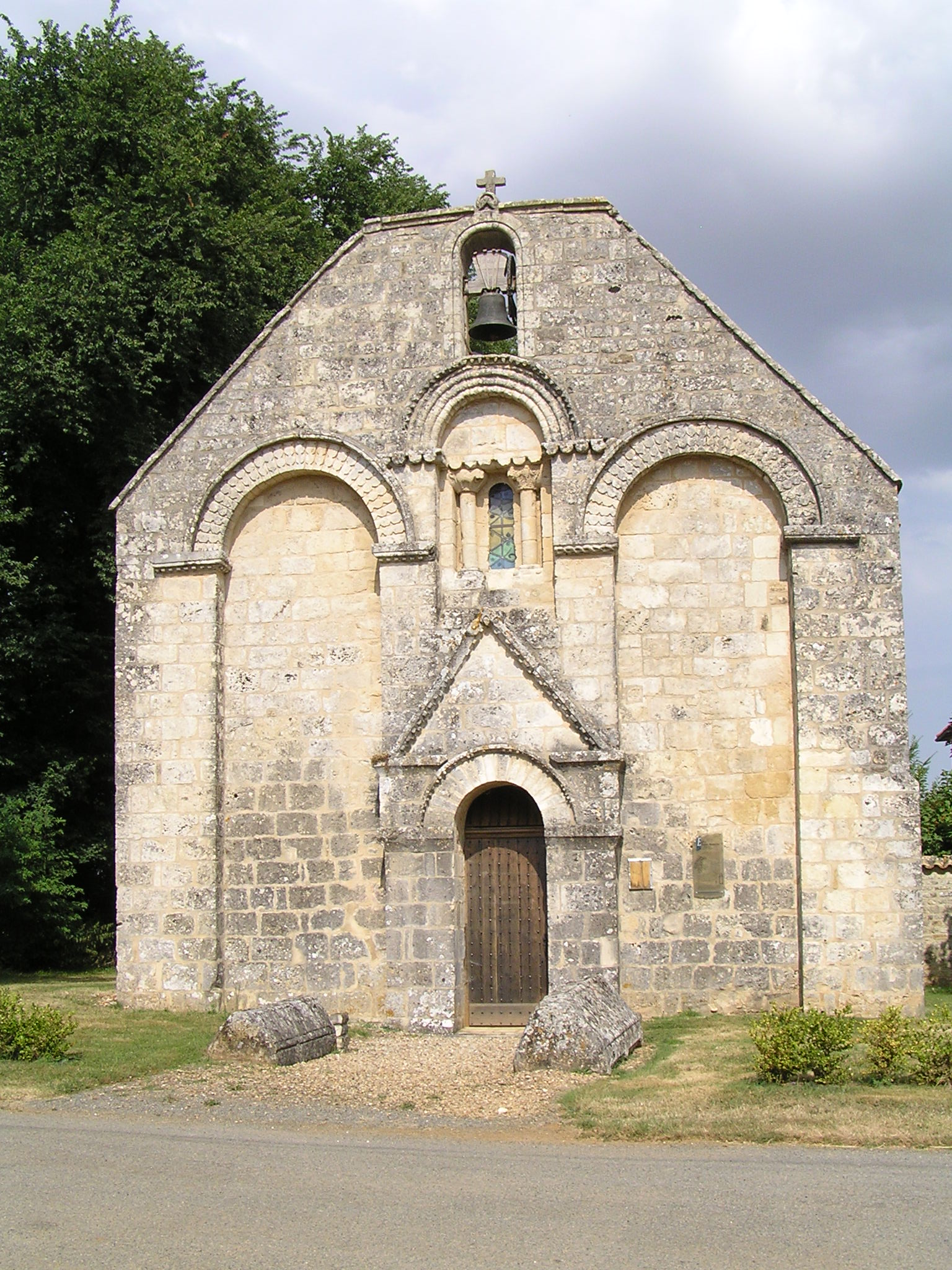
Kerk van La Magdeleine

## Geografie
De oppervlakte van La Magdeleine bedraagt 6,6 km², de bevolkingsdichtheid is 18,0 inwoners per km².
De onderstaande kaart toont de ligging van La Magdeleine (Charente) met de belangrijkste infrastructuur en aangrenzende gemeenten.

## Demografie
Onderstaande figuur toont het verloop van het inwonertal (bron: INSEE-tellingen).